# Les Pineaux
Les Pineaux è un comune francese di 586 abitanti situato nel dipartimento della Vandea nella regione dei Paesi della Loira.

## Società

### Evoluzione demografica
Abitanti censiti